# Чернохвостая хутия
Чернохвостая хутия (лат. Mesocapromys melanurus) — вид грызунов из подсемейства хутиевых семейства щетинистых крыс. Эндемик Кубы.
Этот вид очень похож по размерам на цепкохвостую хутию, достигает примерно 30 см в длину, отличаясь более тёмной окраской меха, длинный хвост может быть почти чёрным. Мех гуще и длиннее, хвост более пушистый. На голове почти заострённые уши и маленькие глаза.
Вид распространён в некоторых регионах пяти восточных провинций. Он живёт в горах Сьерра-Маэстра, где его популяция больше. Также распространён в муниципалитете Гиса в провинции Гранма.
Встречается только в первичных и вторичных лесах. Численность быстро уменьшается из-за разрушения и фрагментации среды обитания, браконьерства.